# Dangsan (métro de Séoul)
Dangsan  (en coréen : 당산역) est une station de correspondance entre la ligne 2 et la ligne 9 du métro de Séoul. Elle est située à Dangsan-dong 6-ga, dans l'arrondissement de Yangcheon-gu, à Séoul en Corée du Sud.
Ouverte en 1984, comme station de passage de la ligne 2, elle devient une station de correspondance avec la ligne 9 en 2009. Elle est desservie par les rames omnibus qui circulent sur la ligne 2 et les rames omnibus et express qui circulent sur la ligne 9.

## Situation sur le réseau

Plan du réseau (2023)

Établie en aérien (L2) et en souterrain (L9), la station de correspondance Dangsan est située : sur la ligne principale circulaire de la ligne 2 du métro de Séoul, entre la station Hapjeong, en direction de Hôtel de Ville, rotation dans le sens des aiguilles d'une montre sur la section circulaire, et la station Mairie d'Yeongdeungpo-gu, en direction de Hôtel de Ville, rotation dans le sens inverse des aiguilles d'une montre sur la section circulaire ; elle est également située sur la ligne 9 du métro de Séoul, entre la station Seonyudo, en direction du terminus ouest Gaehwa, et la station Assemblée nationale, en direction du terminus est VHS Medical Center, ou du terminus de branche sud-est Macheon.

## Histoire
La station de passage Dangsan est mise en service le 22 mai 1984, lors de l'ouverture à l'exploitation du tronçon de la ligne 2 de l'Université nationale de Séoul à  Euljiro 1(il)-ga, via Sindorim, qui marque l'achèvement de la ligne circulaire.
La station de correspondance Dangsan, de la ligne 9, est mise en service le 24 juillet 2009 lors de l'ouverture à l'exploitation de la première section de la ligne 9, de Gaehwa à Sinnonhyeon.

## Services aux voyageurs

### Accès et accueil
Établie à Dangsan-dong 6-ga, la station dispose de treize accès, numérotés de 1 à 13. Des escaliers, escaliers mécaniques et ascenseurs permettent les circulations piétonnes entre les différents niveaux. Elle est notamment équipée d'automates pour l'achat de titres de transport. Les quais de la station sont équipés de portes palières.

### Desserte

#### Station ligne 2
Dangsan est desservie par les rames omnibus qui circulent sur la ligne 2.

Installations ligne 2
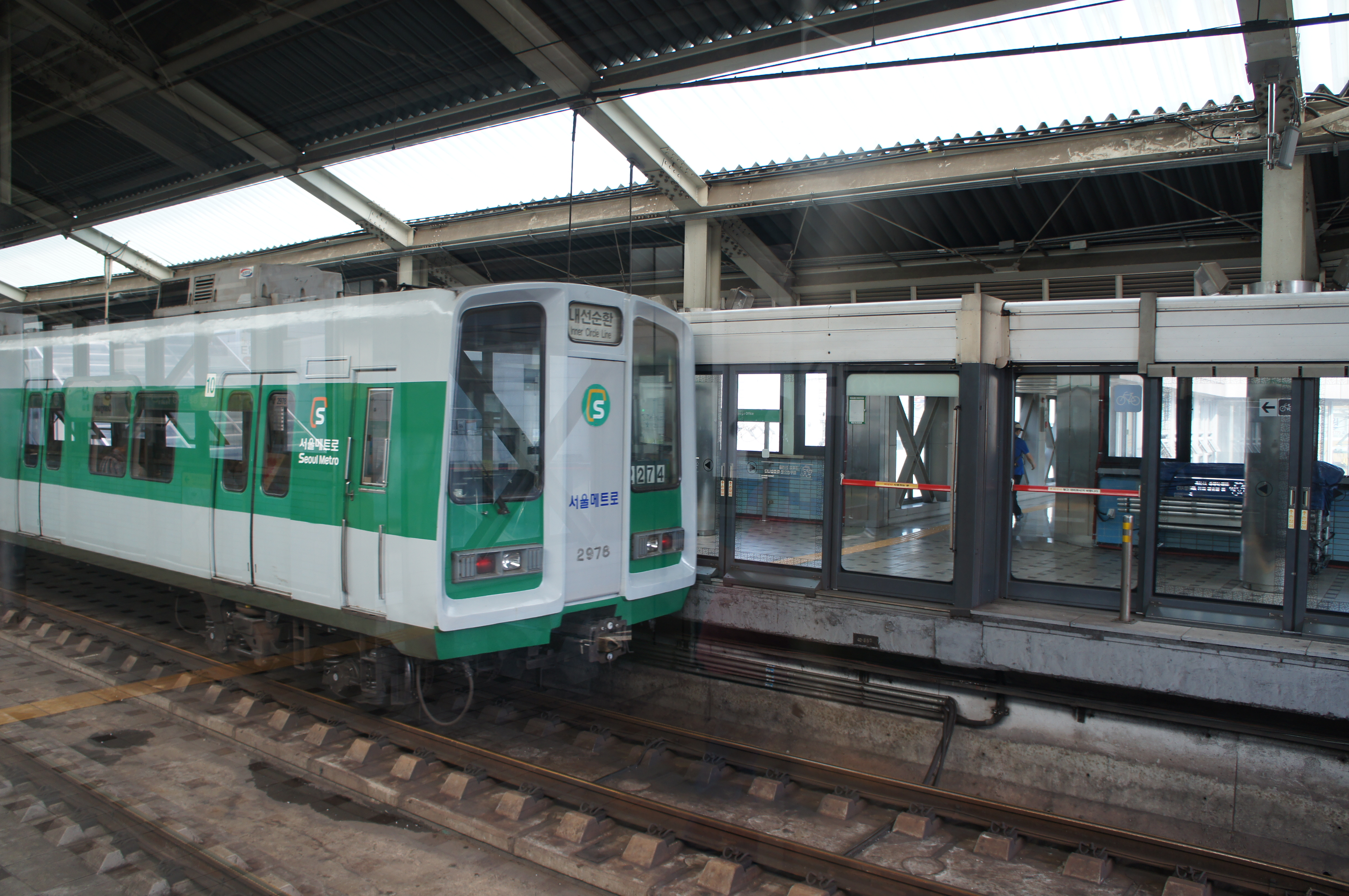
En 2014.
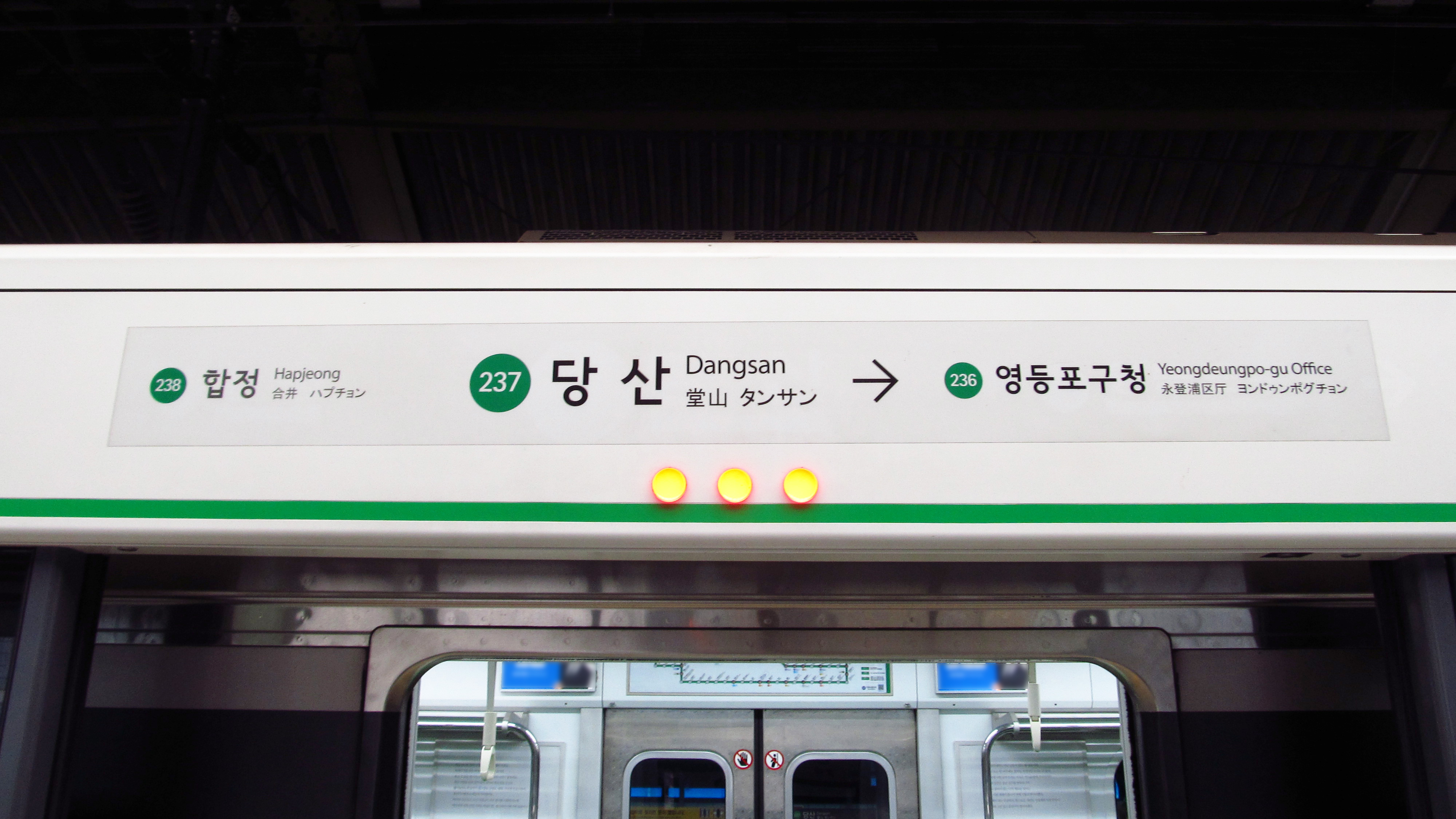
En 2018.
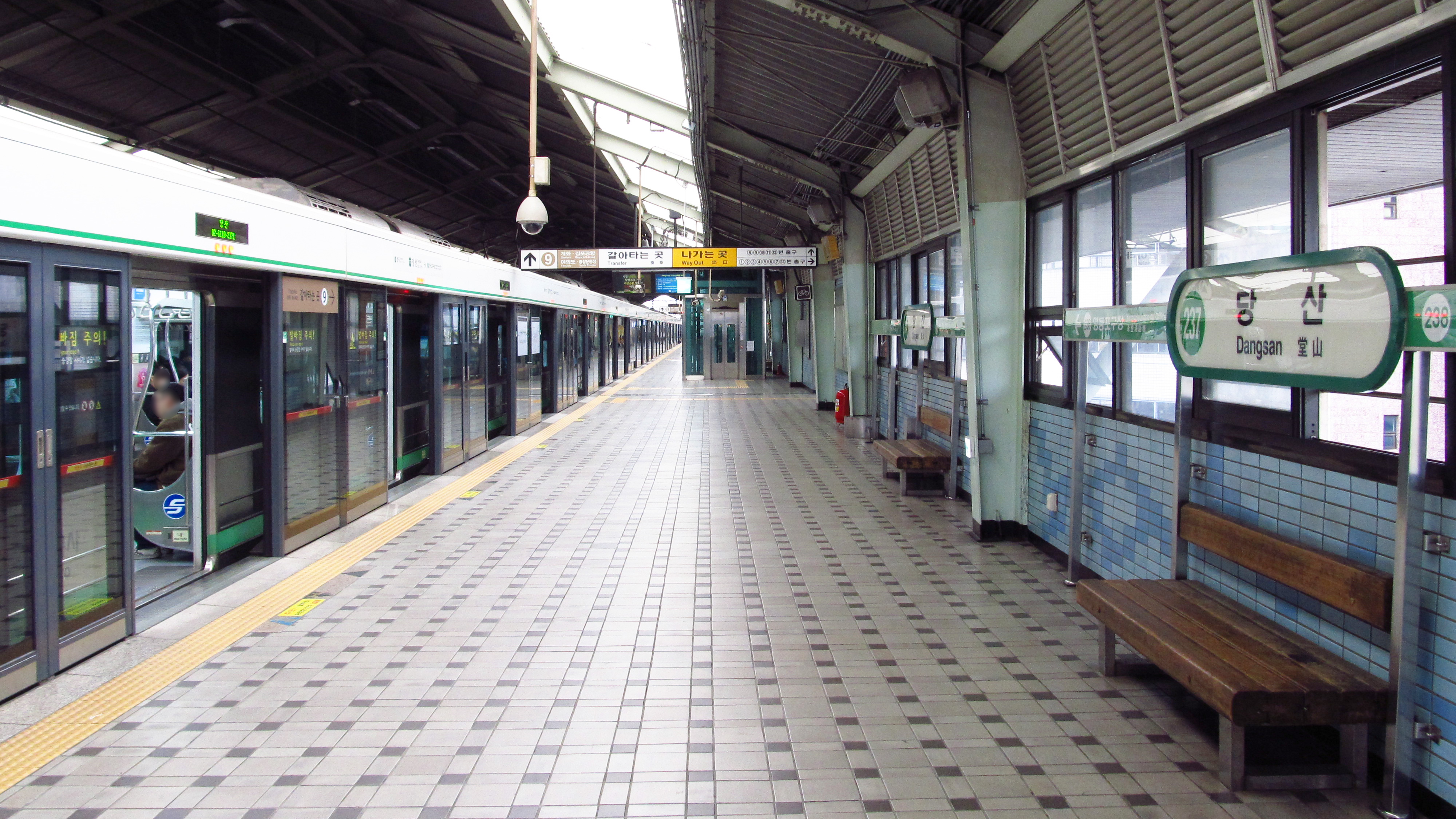
En 2018.

#### Station ligne 9
Dangsan est desservie par les rames omnibus et express qui circulent sur la ligne 9.

Installations ligne 9
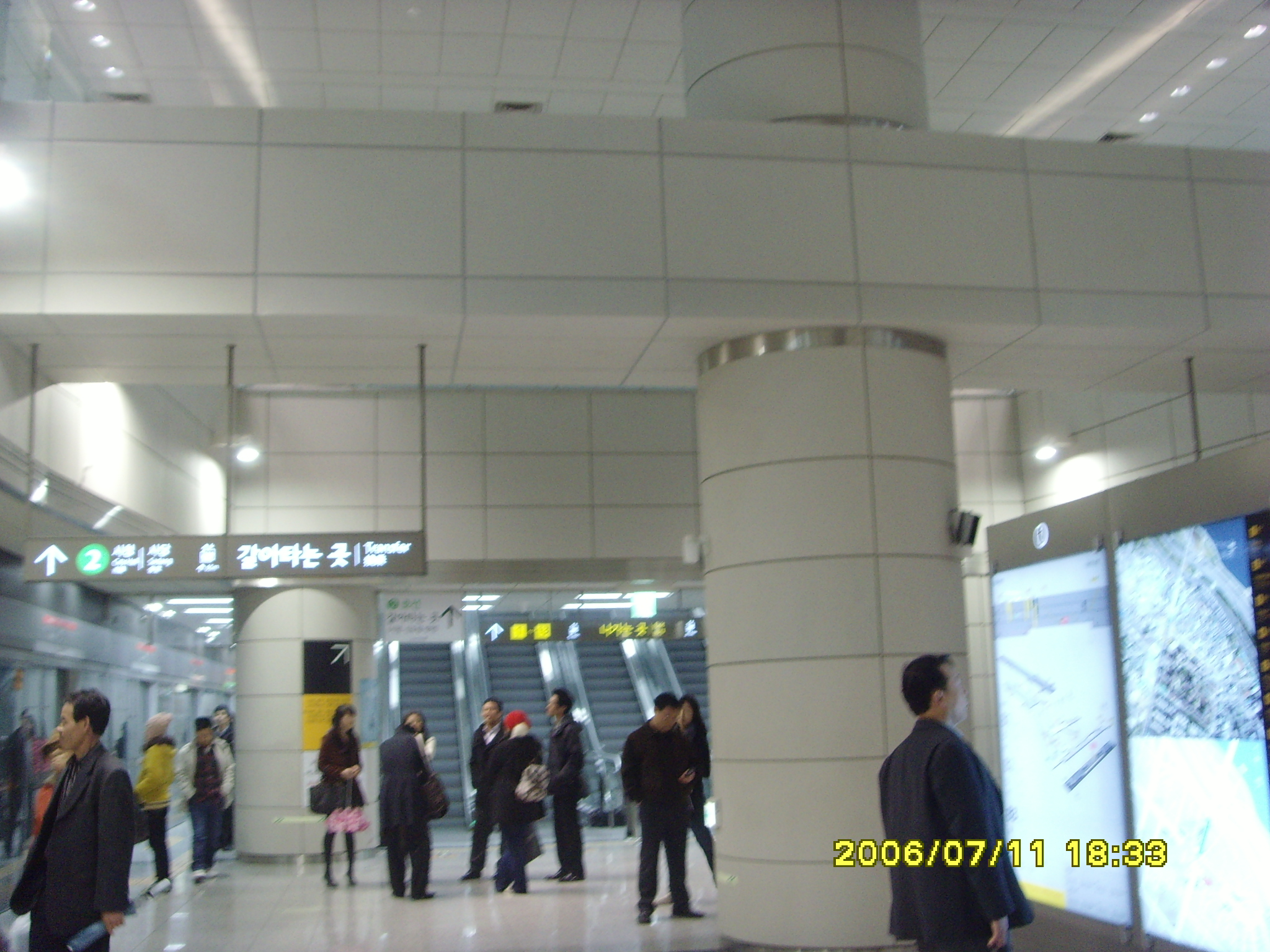
En 2009.
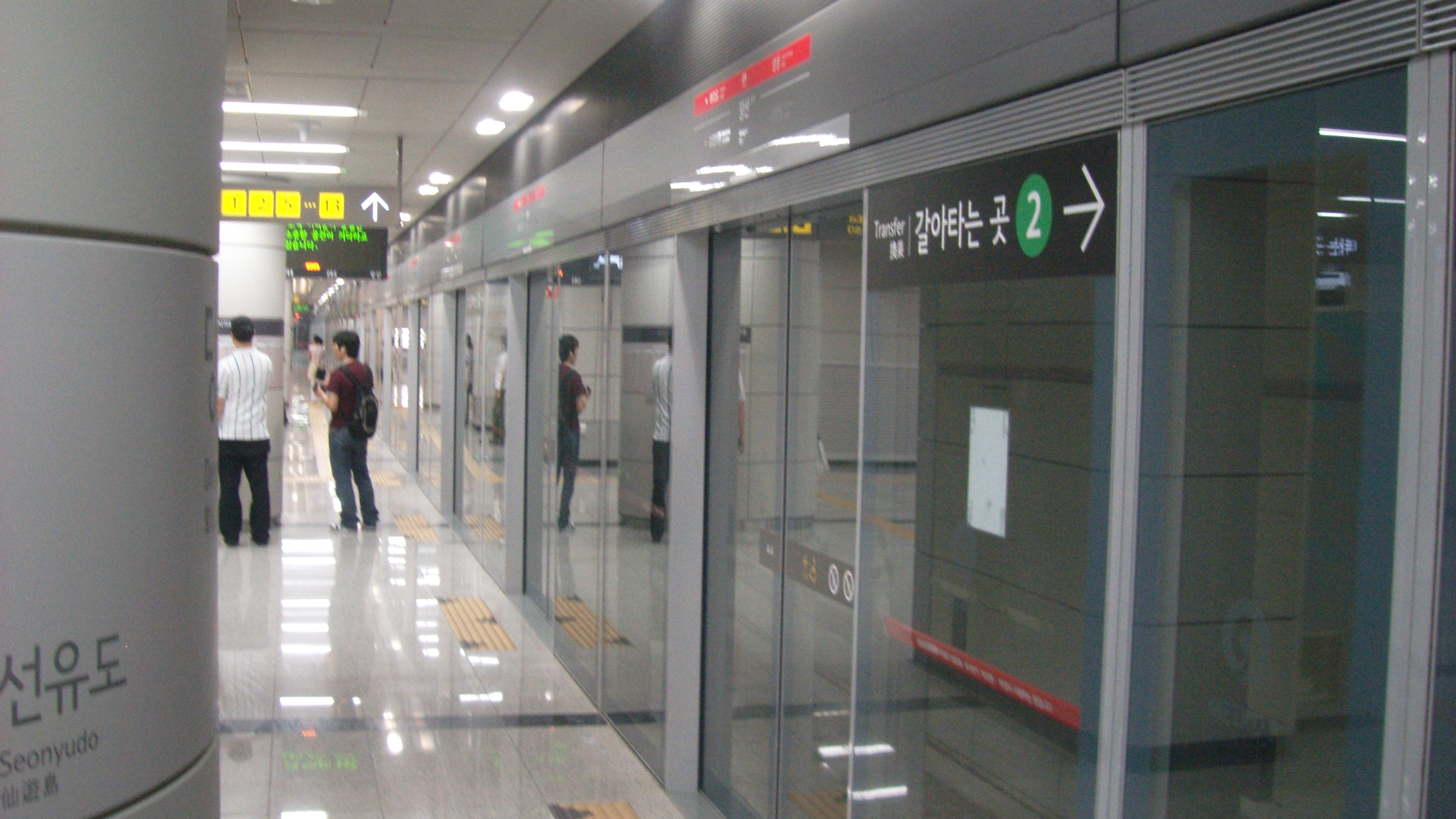
En 2009.
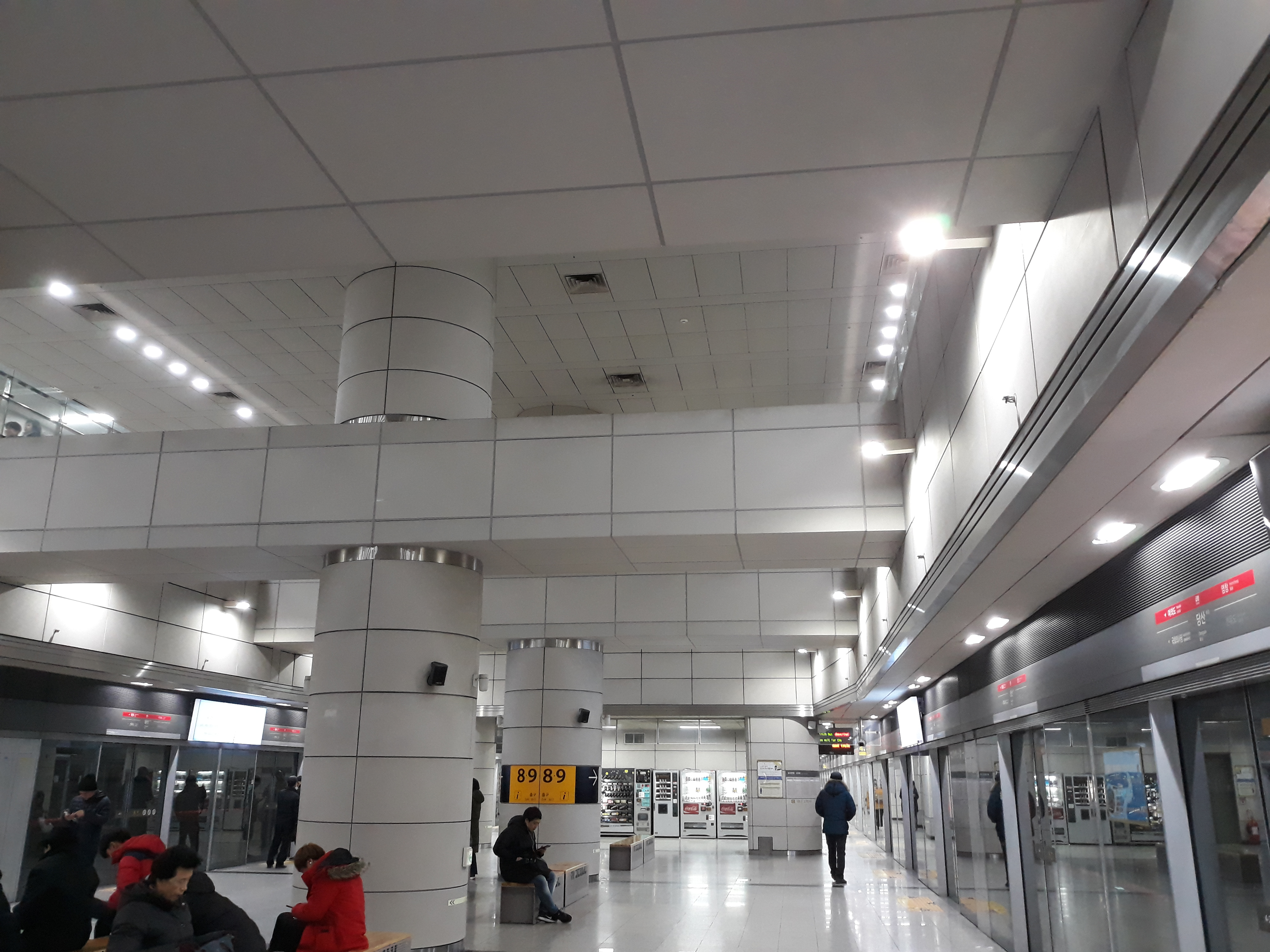
En 2019.

### Intermodalité
Des arrêts de bus urbains sont situés à proximité de certains accès.

## À proximité
On y trouve notamment : des administrations, des établissements scolaires et le parc Seonyudo.